# Hengshui

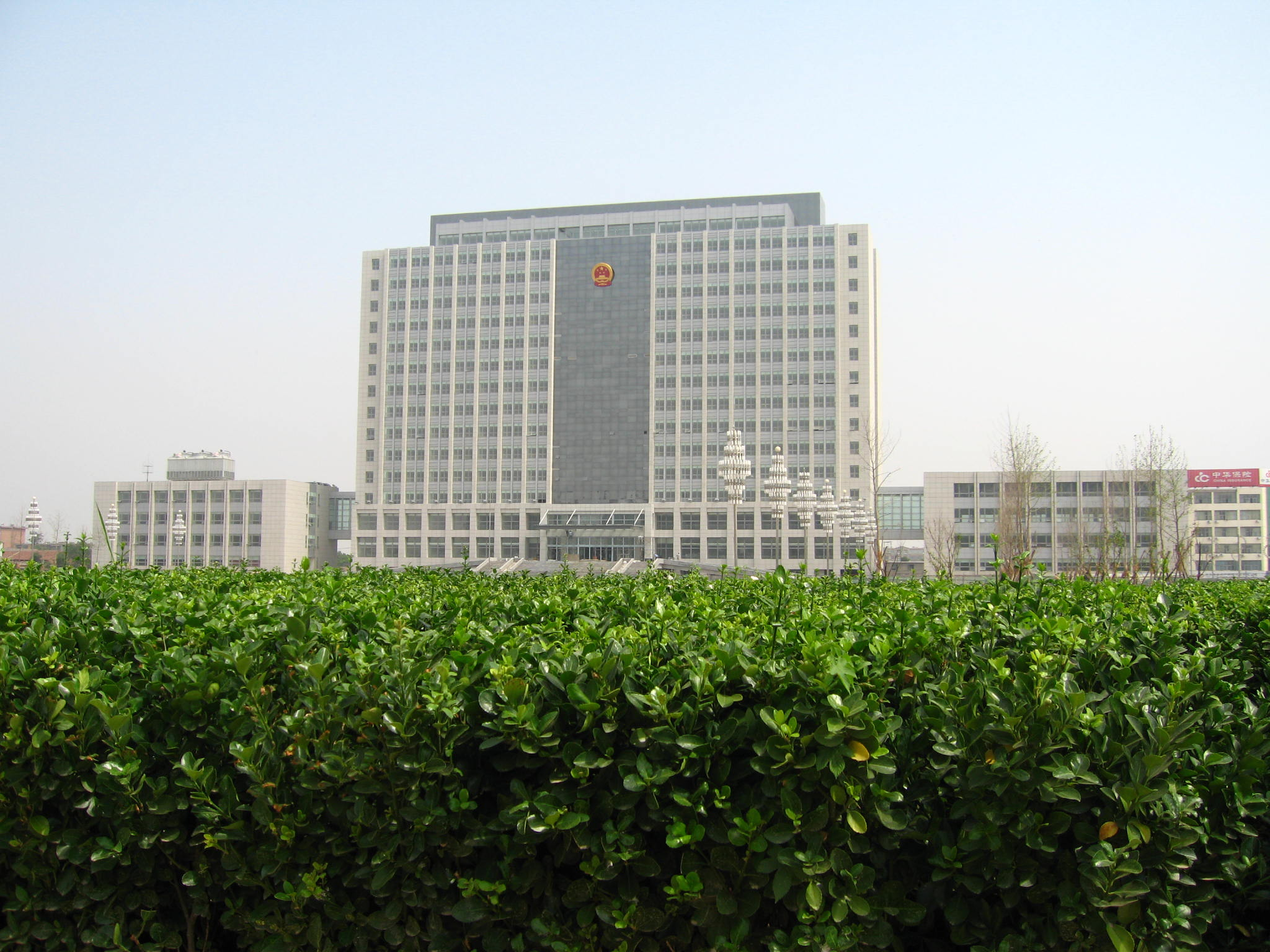
Rathaus in Hengshui

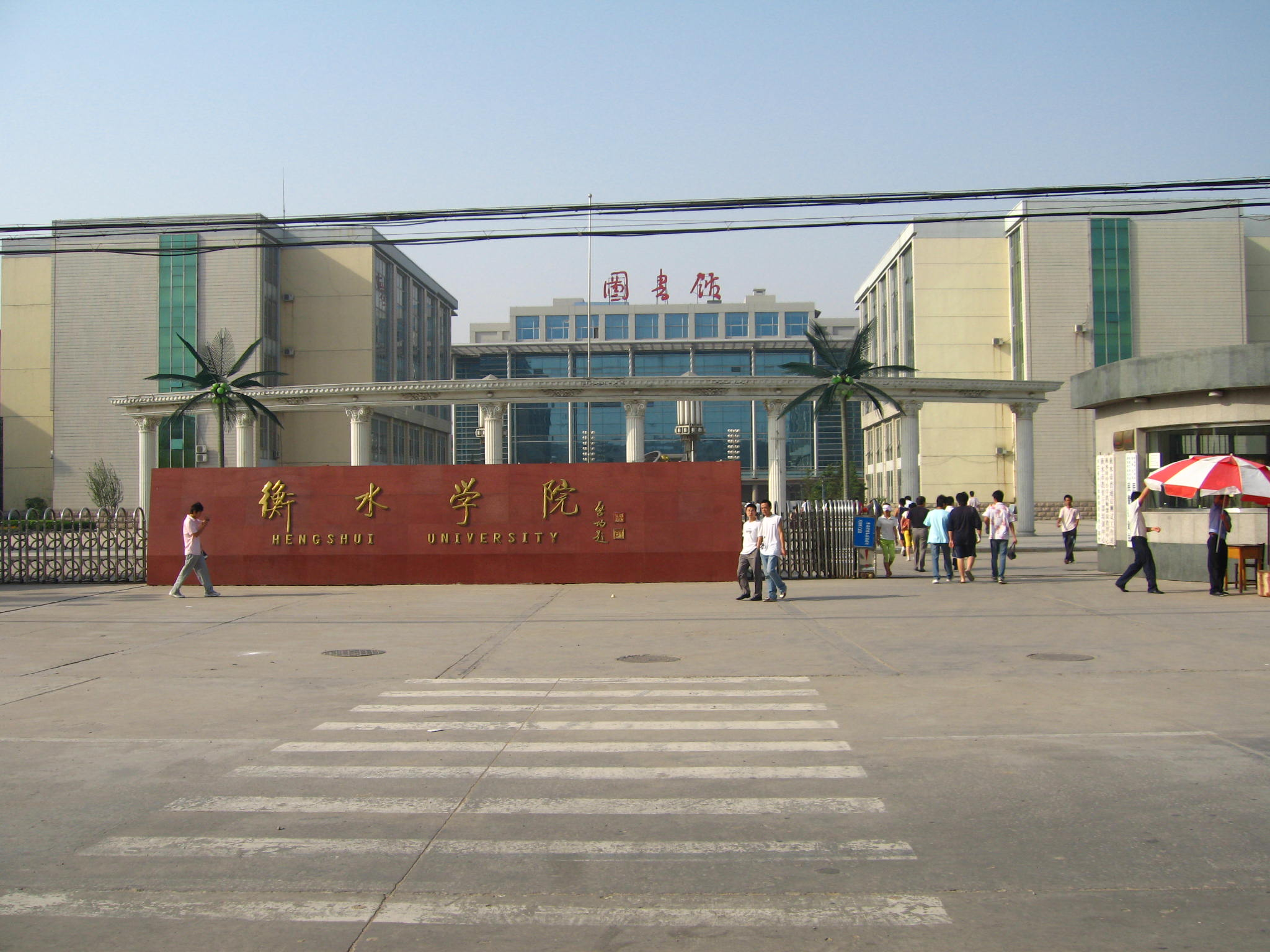
Universität Hengshui

Hengshui (chinesisch 衡水市, Pinyin Héngshuǐ Shì) ist eine bezirksfreie Stadt in der chinesischen Provinz Hebei. Sie hat das Nummernschild 冀T. Das Verwaltungsgebiet von Hengshui hat eine Fläche von 8.833 km² und 4.212.933 Einwohner (Stand: Zensus 2020). Das Stadtgebiet erstreckt sich über etwa 98,13 Kilometer in Ost-West- und 125,25 Kilometer in Nord-Süd-Richtung. Der Bezirk Taocheng, in dem sich die Stadtverwaltung befindet, liegt 250 Kilometer nördlich der Hauptstadt Peking und 110 Kilometer westlich der Provinzhauptstadt Shijiazhuang.

## Administrative Gliederung
Auf Kreisebene setzt sich Hengshui aus zwei Stadtbezirken (Shìxiáqū), acht Kreisen (Xiàn) und einer kreisfreien Stadt (Xiànjíshì) zusammen. Diese sind (Stand: Volkszählung 2020)::
- Stadtbezirk Taocheng (桃城区 Táochéng Qū), 609 km², 608.586 Einwohner, Stadtzentrum, Sitz der Stadtregierung;
- Stadtbezirk Jizhou (冀州区 Jìzhōu Qū), 921 km², 304.854 Einwohner;
- Kreis Zaoqiang (枣强县 Zǎoqiáng Xiàn), 904 km², 365.640 Einwohner, Hauptort: Großgemeinde Zaoqiang (枣强镇);
- Kreis Wuyi (武邑县 Wǔyì Xiàn), 828 km², 265.962 Einwohner, Hauptort: Großgemeinde Wuyi (武邑镇);
- Kreis Wuqiang (武强县 Wǔqiáng Xiàn), 439 km², 176.672 Einwohner, Hauptort: Großgemeinde Wuqiang (武强镇);
- Kreis Raoyang (饶阳县 Ráoyáng Xiàn), 574,5 km², 254.613 Einwohner, Hauptort: Großgemeinde Raoyang (饶阳镇);
- Kreis Anping (安平县 Ānpíng Xiàn), 494 km², 327.496 Einwohner, Hauptort: Großgemeinde Anping (安平镇);
- Kreis Gucheng (故城县 Gùchéng Xiàn), 933 km², 444.493 Einwohner, Hauptort: Großgemeinde Zhengkou (郑口镇);
- Kreis Jing (景县 Jǐng Xiàn), 1.188 km², 463.949 Einwohner, Hauptort: Großgemeinde Jingzhou (景州镇);
- Kreis Fucheng (阜城县 Fùchéng Xiàn), 693 km², 293.877 Einwohner, Hauptort: Großgemeinde Fucheng (阜城镇);
- Stadt Shenzhou (深州市 Shēnzhōu Shì), 1.249 km², 482.289 Einwohner.

## Städtepartnerschaften
- Tillsonburg, Kanada, seit 1998
- Tultitlán de Mariano Escobedo, Mexiko, seit 2002

## Söhne und Töchter der Stadt
- Sun Chunlan (* 1950), Politikerin
- Cai Xuzhe (* 1976), Kampfpilot und Raumfahrer
- Song Aimin (* 1978), Diskuswerferin
- Guo Linlin (* 1992), Ruderin